# Grobnica šejha Safija
Grobnica šejha Safija (perzijski:  مجموعه آرامگاه و خانقاه شیخ صفی الدین, šejh Safi al-Din Hanegah) je mauzolej u kojemu je pokopan šejh Safi Adin (1252. – 1334.), sufijski duhovni vođa sjevernog Irana po kojemu je nastao eponim dinastije Safavida.
Kompleks grobnice sa svetištem je izgradio šejhov sin Sadraldin Musa u mjestu Ardabilu 1334. godine, koji je bio najveći grad u Iranu, prije mongolskih osvajanja. Sastoji se od više građevina koji su tijekom stoljeća imali različite namjene kao što su: mauzolej, džamija, medresa, knjižnica, cisterna, bolnica, kuhinja, pekarna i uredi. Između ostalog, središnji dio je put do svetišta (khanegah) koji se sastoji od sedam dijelova, čime se zrcali sedam etapa misticizma sufizma. Različiti dijelovi mauzoleja u odvojeni s osam vrata, koji također simboliziraju osam stanovišta sufizma.
Kada je 1349. godine potomak šejha Safija i upravitelj njegovog svetišta šejh Ismail I. postao prvim šahom dinastije Safavida, proglasio je šijizam državnom religijom. Tijekom dinastije Safavida, do kraja 18. stoljeća, kompleks je postao važno mjesto hodočašća, a dodane su mu još neke građevine, između ostalih i harem, te grobnice nekoliko safavidskih šejha, žrtava safavidskih bitaka protiv Osmanlija. Abas I. je 1544. godine dao izgraditi monumentalni portal, dvorište s vrtom i uredio je svetište u današnji izgled, a od 1752. do 20. stoljeća dodani su toalet, strojarnica i staklenik.
Kompleks ima bogato urešena pročelja i unutrašnjost, te bogatu kolekciju starih predmeta. On predstavlja rijedak sklop elemenata srednjovjekovne islamske arhitekture, zbog čega je upisan na UNESCO-ov popis mjesta svjetske baštine u Aziji i Oceaniji 2010. godine.
- Ornament na tamburu grobnice šejha Safija (lijevo) je uzastopno ponavljanje riječi "Alah"
- Kupole prekrivene raznobojnom pocakljenom opekom
- Unutarnje dvorište
- Unutrašnjost grobnice
- Iskalesana divovska ruka, simbol "dvanaestorice" šijitskih imama

## Vanjske poveznice
- Virtualni obilazak Grobnice šejha Safija  (per.) (engl.)